# FromSoftware
FromSoftware, Inc. (jap. 株式会社フロム・ソフトウェア Kabushiki-gaisha Furomu Sofutowea) – japoński producent gier komputerowych z siedzibą w Tokio, założony 1 listopada 1986 roku.
Znany jest z takich serii jak Armored Core, Demon’s Souls, Dark Souls, King's Field, Otogi czy Tenchu. W maju 2014 roku była własnością Kadokawa Corporation.
W czerwcu 2024 roku firma zatrudniała 423 osoby.

## Lista wydanych gier[5]
| Tytuł | Rok wydania    |
| --- | -------------- |
| King's Field | 1994           |
| King's Field II | 1995           |
| King's Field III | 1996           |
| Armored Core | 1997           |
| Armored Core: Project Phantasma | 1997           |
| Shadow Tower | 1998           |
| Echo Night | 1998           |
| Armored Core: Master of Arena | 1999           |
| Spriggan: Lunar Verse | 1999           |
| Frame Gride | 1999           |
| Eternal Ring | 2000           |
| Evergrace | 2000           |
| Adventures of Cookie & Cream | 2001           |
| King’s Field IV | 2002           |
| Armored Core 3 | 2002           |
| Otogi: Myth of Demons | 2003           |
| Echo Night: Beyond | 2004           |
| Otogi 2: Immortal Warriors | 2004           |
| Kuon | 2004           |
| Armored Core: Formula Front | 2004           |
| Metal Wolf Chaos | 2004           |
| Adventure Player | 2005           |
| Armored Core: Nine Breaker | 2005           |
| Tenchu: Time of the Assassins | 2006           |
| Chromehounds | 2006           |
| Tenchu: Dark Secret | 2006           |
| Enchanted Arms | 2006           |
| Armored Core 4 | 2007           |
| Cookie & Cream | 2007           |
| Armored Core: for Answer | 2008           |
| Ninja Blade | 2009           |
| Demon’s Souls | 2009           |
| Armored Core 3 Portable | 2009           |
| Dark Souls | 2011           |
| Armored Core V | 2012           |
| Mobile Suit Gundam Unicorn | 2012           |
| Armored Core: Verdict Day | 2013           |
| Dark Souls II - Dark Souls II: Crown of the Sunken King - Dark Souls II: Crown of the Old Iron King - Dark Souls II: Crown of the Ivory King | 2014           |
| Bloodborne - Bloodborne: The Old Hunters | 2015           |
| Dark Souls III - Dark Souls III: Ashes of Ariandel - Dark Souls III: The Ringed City                                                         | 2016 2016 2017 |
| Dark Souls: Remastered | 2018           |
| Sekiro: Shadows Die Twice | 2019           |
| Elden Ring | 2022           |
| Armored Core VI: Fires of Rubicon | 2023           |